# La Navidad de Charlie Brown
La Navidad de Charlie Brown es el primer especial animado de televisión basado en la tira de prensa Peanuts, de Charles M. Schulz. Escrito por Schulz y dirigido por Bill Melendez, el especial fue estrenado en la cadena CBS el 9 de diciembre de 1965.

## Trama
Aunque quedan pocos días para Navidad, y a pesar de los regalos y las decoraciones, Charlie Brown se siente deprimido. Al hablar con Lucy sobre su problema, ella decide animarlo nombrándolo director de la obra de teatro navideña que harán en la escuela. En el camino al auditorio de la escuela, Charlie se deprime aún más al notar que incluso Snoopy y Sally ven la Navidad solo como una oportunidad para el consumismo.
Al llegar al ensayo de la obra, Charlie Brown no logra controlar a los actores, quienes prefieren modernizar la obra de teatro agregando música y bailes. Charlie decide centrarse en los aspectos tradicionales de la festividad, por lo que en compañía de Linus va a comprar un árbol de Navidad. Aunque Lucy le dice que escoja un árbol artificial, Charlie opta por un pequeño y raquítico pino, el único árbol real que había en la tienda. Linus se muestra inseguro ante la decisión de su amigo, pero Charlie Brown le dice que con la decoración correcta el pino se verá mejor.
Cuando regresa a la escuela con el árbol todos los niños se ríen de Charlie Brown, criticando su decisión. Ante esto, él comienza a dudar sobre el verdadero significado de la Navidad. Linus se da cuenta de sus dudas y recita unos versículos del segundo capítulo del Evangelio de Lucas, en el que se narra cómo un ángel le informa a unos pastores sobre el nacimiento de Cristo:

"Y allí estaban todos los pastores en el campo, observando el cielo de la noche, y de pronto el ángel del señor vino a ellos, y la gracia del señor los cubrió. Ellos se asustaron mucho, y el ángel les dijo: 'no teman, porque este es el momento que traerá mucho gozo a todo el mundo. Este día ha nacido un salvador para todos ustedes en la ciudad de David, nuestro señor Jesucristo. Y esta estrella será una señal, deberán seguirla hasta encontrar el pesebre en donde está el niño'. Y de pronto, junto al ángel apareció el espíritu santo rezando a Dios y diciendo: 'gloria a Dios en las alturas y paz en la tierra a los hombres de buena voluntad'".

Tras oír la historia de Linus, Charlie Brown toma su pino y se va a casa para decorarlo. Al llegar a casa, toma un adorno y lo pone en una rama del árbol pero el pino se dobla por el peso de éste. Al darse cuenta de que no es capaz de adornar un árbol de Navidad, Charlie Brown entra molesto a su casa. Los demás niños, que tras oír la historia de Linus habían seguido a Charlie a su casa, se dan cuenta de que fueron demasiado crueles con él y comienzan a decorar el árbol. Una vez que terminan de decorarlo los niños tararean el villancico "Hark! The Herald Angels Sing", el cual es escuchado por Charlie Brown. Cuando Charlie se da cuenta de que el pino de Navidad está decorado, los demás niños le desean una feliz Navidad y cantan el villancico junto a él.

## Reparto
- Peter Robbins como Charlie Brown y Pig-Pen
- Chris Shea como Linus van Pelt
- Tracy Stratford como Lucy van Pelt
- Kathy Steinberg como Sally Brown
- Chris Doran como Schroeder y Shermy
- Karen Mendelson como Patty
- Sally Dryer como Violet Gray
- Ann Altieri como Frieda
- Bill Melendez como Snoopy

## Producción
Según Lee Mendelson, cuando los ejecutivos de la cadena CBS vieron por primera vez el especial de televisión no estuvieron seguros de transmitirlo. Algunos de los aspectos que no les gustaron fueron la música del jazzista Vince Guaraldi, que el especial no tuviera risas grabadas, y que las voces de los personajes fuesen hechas por niños sin mayor experiencia. Kathy Steinberg, quien interpretaba a Sally, hermana de Charlie Brown, era tan joven que aún no sabía leer, por lo que debió memorizar sus líneas una por una, de forma fonética. Otra decisión criticada fue la idea de Schulz de incluir un pasaje bíblico en el especial, el cual era recitado por Linus. Cuando Mendelson y Bill Melendez le pidieron que reconsiderara su decisión, Schulz se negó y les dijo que el tema y los diálogos del especial no serían cambiados, ya que si ellos no los abordaban nadie más lo haría.
A pesar de las críticas, La Navidad de Charlie Brown fue un éxito entre la audiencia. En su estreno fue visto por aproximadamente 15,4 millones de personas en Estados Unidos.

## Otros especiales de Navidad
Años después del estreno de La Navidad de Charlie Brown fueron producidos otros tres especiales navideños: It's Christmastime Again, Charlie Brown (1992), Charlie Brown's Christmas Tales (2002) y I Want a Dog for Christmas, Charlie Brown (2003).